# San Donato Val di Comino
San Donato Val di Comino là một đô thị ở tỉnh Frosinone trong vùng Lazio, có vị trí cách khoảng 110 km về phía đông của Roma và khoảng 40 km về phía đông của Frosinone. Tại thời điểm ngày 31 tháng 12 năm 2004, đô thị này có dân số 2.167 người và diện tích là 35,8 km².
San Donato Val di Comino giáp các đô thị: Alvito, Gallinaro, Opi, Pescasseroli, Settefrati.